# 茨城県立坂東総合高等学校
茨城県立坂東総合高等学校（いばらきけんりつ ばんどうそうごうこうとうがっこう）は、茨城県坂東市に所在した公立の高等学校。

## 概要
1972年（昭和47年）に、県西地域の産業の発展と地域文化の向上を目的として創立された農業高校で、創設時の校名は猿島農芸高等学校である。1985年（昭和60年）の改編により県立猿島高等学校となり、2009年（平成21年）度に学科を統廃合して総合学科への改編を経て、2012年（平成24年）度に県立坂東総合高等学校に改称した。通称は「坂総高(ばんそうこう)」。校訓は「感恩・創造・自律」で、創設時の猿島園芸高等学校時から一貫している。全日制、男女共学。総合学科3クラス、3年次までの計9学級で、一年次あたりの定員は120名。近年の卒業生の大部分は、地域内で就職または専門学校への進学の実績を持つ。
創立当初、園芸科（6学級）、農業土木科（3学級）、生活科（3学級）の3学科が立てられ、当時の卒業生の多数は地域内就職または、農業後継者となっている。利根川と筑波山を望む猿島台地にあり、広大な敷地面積と緑豊かな学習環境を誇る。在学中に土木施工管理技士や造園施工管理技士、危険物取扱者など、進路に適した様々な資格が取得できる。総合学科について、生徒は1年次のうちに習得したい系列、自由選択科目を決定し、2年次以降は5系列に分かれて各科目を習得する。

## 沿革
- 1972年 - 猿島農芸高等学校創立。
- 1985年 - 普通科併設。茨城県立猿島高等学校に改編。
- 1992年 - 農業土木科を緑地土木科に改称、生活科を生活科学科に改称。
- 2002年 - 生活科学科募集停止。
- 2009年 - 学科を統合し、総合学科に改編。
- 2012年 - 校名を茨城県立坂東総合高等学校に変更。
- 2022年 - 茨城県立岩井高等学校と統合され、茨城県立坂東清風高等学校となり閉校。

## 設置学科
坂東総合高等学校では、1年次で共通した科目を履修し、2年次以降は5つの系列のうち生徒が希望した系列に分かれて科目を履修する。各系列は、人文・生物資源・環境デザイン・情報ビジネス・ライフデザインに分かれ、それぞれの特色を活かした授業が行われる。
- 総合学科
  - 人文系列
英語や国語、社会などの科目を数多く学習し、文系の知識を深める系列。進学を希望する生徒が多く、一部は就職する生徒もいる。
  - 生物資源系列
植物の栽培や加工などを学習し、実践的な知識・技術を身につける系列。実習授業で学んだことを生かし、多くの生徒は就職を目指す。
  - 環境デザイン系列
環境の保全や街並みの緑化について学習し、自然について学ぶ系列。資格やフォークリフト、特殊車輌の免許を生かし、多くの生徒は就職を目指す。
  - 情報ビジネス系列
情報処理や簿記などを学習し、高度情報化社会についての知識を深める系列。専門学校への進学希望や検定資格を生かして就職する生徒がいる。
  - ライフデザイン系列
衣・食・住に関する知識と技術を習得し、生活改善を考える系列。実習授業で学んだことを生かし、多くの生徒は就職を目指す。